# Brainiac: Science Abuse
Pour les articles homonymes, voir Brainiac.
Brainiac: Science Abuse est une émission de vulgarisation scientifique britannique diffusée sur Sky One au Royaume-Uni et sur Discovery Channel dans le reste du monde depuis 2003. Les présentateurs sont Vic Reeves, Jon Tickle, Charlotte Hudson et Richard Hammond. Le style de l'émission est similaire à celui des MythBusters. Ils résolvent en un clin d'œil les énigmes de la vie et ne manquent jamais à l'appel quand il s'agit de faire exploser quelque chose (du coffre-fort jusqu'aux magnétoscopes en passant par les caravanes et les voitures).
L'émission met en scène des scientifiques et des personnes sujettes ou actrices des expériences. Ils sont appelés des Brainiacs. L'équipe prend plaisir à faire exploser divers objets de la vie courante et tente de nouvelles expériences.
À partir du 9 février 2015, la série documentaire est diffusée sur Numéro 23.

## Expériences

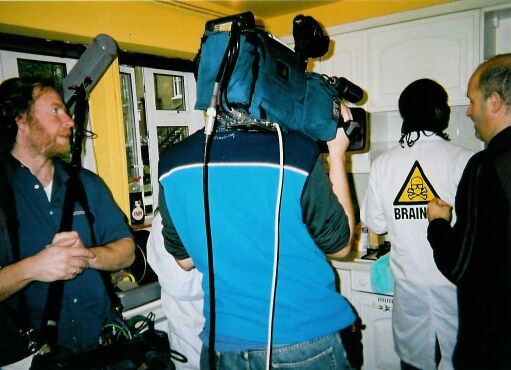
Les Brainiacs en pleine expérience

Ils ont pris pour habitude de faire sauter des caravanes, mais ils n'hésitent pas non plus à faire exploser des autoradios, des massifs de fleurs, etc. Ils expérimentent autour de questions variées telles que « Quelle est la meilleure façon de se raser sans rasoir » ou « Quelle est la meilleure façon pour s' essuyer sans papier toilette ». Ce sont des MythBusters, en version un peu plus « trash ».
Ils n'ont pas hésité à demander de l'aide pour leurs expériences à de nombreuses sosies de stars tels que Brad Pitt.

## Saison 1
La première saison de Brainiac frappe le petit écran anglais sur la chaîne Sky 1 en 2003 et les Anglais découvrent qui sont ces personnages qui expérimentent toutes les expériences inimaginables.
Ils ont testé dans cette saison s'il est meilleur d'être gros ou au contraire maigre à la chaleur extrême, au froid extrême, dans un blizzard. Les Brainiacs ont également essayé d'ouvrir un coffre fort avec des moyens différents (ils y parviendront en utilisant un char d'assaut Challenger 3 de la british Army. Ils se sont aussi amusés à remplir une piscine de « custard » (mélange de Maizena et d'eau évoquant de la crème), et un Brainiac a tenté de la traverser pour savoir si l'on peut marcher dessus. En effet, le liquide étant non newtonien, l'application d'une pression à sa surface lui fait prendre les propriétés d'un solide, propriétés qu'il perd lorsqu'il est au repos.
- Musique apparaissant dans cette saison : 
  - Rocket Man par Elton John

## Saison 2
La saison de Brainiac apparaît en 2004 et cette fois-ci c'est l'Europe qui découvre ces scientifiques fous. On découvre également dans cette saison le Professeur Myang Li (joué par Rachel Grant).
Une question qui occupe la science depuis longtemps, s'il est meilleur pour une personne d'être très petit ou très grand. Les Brainiacs tenteront d'y répondre. Ils essaieront aussi de détruire une boîte noire d'avion avec des moyens différents. Le groupe Twisted Sister chantait You Cant stop Rock n Roll (en français 'Tu ne peux pas arrêter le rock n roll') Les Brainiacs parviendront-ils à l'arrêter ? On trouvera dans cette saison également un sosie de Tina Turner qui essaiera une expérience au bec bunsen.
- Musique apparaissant dans cette saison : 
  - Aloha Oe par la reine Liliʻuokalani
  - Things that make you go hmmm par C+C Music Factory
  - Simply the Best par Tina Turner

## Saison 3
La troisième saison de Brainiac apparaît sur les écrans dès 2005 avec des expériences plus folles que jamais.
Les Brainiacs tentent dans cette saison tout ce que nous voulions savoir depuis toujours sur les fêtes foraines. Ils tentent également de mettre de la nitroglycérine dans un séchoir à linge. Les Brainiac accompagnés du professeur Myang Li expérimenteront la question sur divers objets Ça se casse ou ça rebondit. Cette saison sera également marquée par le sosie de Diana Ross et le fameux snooker des Brainiacs.
- Musique apparaissant dans cette saison : 
  - Dueling Banjos par Billy Redden
  - Les Planètes par Gustav Holst (épisode 4 uniquement)
  - Born to Be Wild par Steppenwolf (épisode 5 uniquement)
  - Another Brick in the Wall par Pink Floyd (épisode 6 uniquement)
  - Les Noces de Figaro par Mozart (épisode 8 uniquement)

## Saison 4
La quatrième saison apparaît sur les écrans anglais dès 2006 et au printemps 2007 pour le reste de l'Europe.
Cette saison comporte la partie de fléchettes des Brainiacs, dès que l'on touche la cible un mécanisme s'active et fait sauter une caravane. On y retrouve une nouvelle expérience de I Can Do Science Me.
- Musique apparaissant dans cette saison : 
  - Breakthru par Queen
  - La Danse des canards par Richard Wagner (épisode 1 uniquement)
  - Road to Nowhere par Talking Heads (épisode 2 uniquement)
  - I Just Called to Say I Love You par Stevie Wonder

## Saison 5
La saison 5 est actuellement diffusée sur la chaîne câblée Discovery Channel et se déroule sans la cacca puzza

## Anecdotes
- Il existe un spin-off de cette émission du nom de Brainiac: History Abuse.
- Richard Hammond a arrêté de présenter Brainiac à la suite d'un accident de voiture mais continue de présenter l'émission Top Gear diffusée aussi en France, sur Discovery Channel.
- La musique a été composée par Grant Buckerfield